# 洛佩国家公园
洛佩国家公园是加蓬中部的一座国家公园，园内大部分地区为热带雨林，北部小部分是于15000多年前冰河时代后期形成的热带草原。因当地两种景观完美融合，联合国教科文组织于2007年将此地区列入世界遗产名录中，登录名称为洛佩──奥坎德生态系统与文化遗迹景观。

## 历史
1946年，当地列为诺普－奥坎达奥瓦野生动物保护区，这也是加蓬的首个保护区。2002年成为国家公园。2007年成为联合国教科文组织自然与文化双重遗产。

## 旅游
洛佩国家公园内设有一个研究工作站，由伦敦动物学会运作，该工作站以附近的小镇“Mikongo”来命名。研究工作站可以为游客提供饮食及其他基础服务，设有瑞士山中牧人式的小屋和一个大型的露天餐厅。

## 登录基准
该世界遗产被认为满足世界遺產登錄基準中的以下基準而予以登錄：
- （iii）呈现有关现存或者已经消失的文化传统、文明的独特或稀有之证据。
- （iv）关于呈现人类历史重要阶段的建筑类型，或者建筑及技术的组合，或者景观上的卓越典范。
- （ix）在陆上、淡水、沿海及海洋生态系统及动植物群的演化与发展上，代表持续进行中的生态学及生物学过程的显著例子。
- （x）拥有最重要及显著的多元性生物自然生态栖息地，包含从保育或科学的角度来看，符合普世价值的濒临绝种动物种。